# 震電に関連する作品の一覧
震電に関連する作品の一覧は、日本海軍の試作局地戦闘機「震電」が登場する作品の一覧である。
その特徴的な外観から架空戦記を中心に様々なフィクションで登場している。

## アニメ
『クレヨンしんちゃん ちょー嵐を呼ぶ 金矛の勇者』
謎の少年、マタ・タミが「震電」を模した戦闘機「しん電」に変身する。野原しんのすけがパイロットになり、本来ジェット機の運動技法であるコブラを使って敵機を撃墜した。塗装は濃緑色ではなく白、国籍マークはトマトマークにアレンジされている。
『荒野のコトブキ飛行隊』
第11話で試作型と同じく6翅のプロペラと垂直尾翼の下に車輪を装備した機体が登場。
イケスカ市長となったイサオが搭乗し、本来の用途と異なる対戦闘機戦闘に使用される。本来はジェット機の運動技法であるクルビットを用いるなど、高性能とイサオの高い操縦技術によって主人公を含む多くの機体を撃墜していく。12話では11話に油断した隙に狙撃されエンジンを損傷したため回収した機体をジェットエンジンに換装し震電改としてコトブキ飛行隊を追い詰める。
『ストライクウィッチーズ2』
宮藤芳佳が装着するストライカーユニットとして登場。
第1話で芳佳の父親から届いた手紙に記された技術理論により完成された最新鋭機という設定で、デザインには実際の震電がオマージュされており、型式番号も実機同様の「J7W1」となっている。劇中では戦艦「大和」に艦載されていた。
『紺碧の艦隊』
OVA版では第3話『帝都初空襲』から、後世世界における震電の生まれ変わりとして局地戦闘機「蒼萊」（そうらい）が登場。
搭載エンジンは排気タービン過給器付統式梅型発動機、二重反転式8翅プロペラを採用し機首にはレーダーと57mm機関砲2門を搭載と外観以外は震電から様変わりしている。
初登場時点ではまだ量産ラインには乗っておらず土浦防空飛行団に16機が配備されているにすぎなかったが、そのうちの8機のみで帝都空襲に向かった米軍のB-30戦略爆撃機13機を帝都侵入前に全機撃墜するという大戦果を挙げた。
その後はジェットエンジンに換装した「蒼莱改」が登場。独ヨルムンガンド爆撃機の迎撃に成果を挙げている。

## 漫画
『ああっ女神さまっ』
Chapt.24 空飛ぶ自動車部（単行本第4巻に収載）で、主人公の所属する猫実工大自動車部が、地下に眠っていた震電（2号機）を発掘・修理し、学園祭のイベントとして試験飛行に成功した話がある。
『曉!!男塾 青年よ、大死を抱け』
敵組織の基地に乗り込むため、男塾塾長、江田島平八が操縦する形で登場。
『怨空の震電』
もし、震電がB-29 スーパーフォートレスと対戦したならどうなっていたかを描いた作品。
『戦空の魂』
戦地で片目の視力を失ったテストパイロットと、訓練中の事故でパイロットの道を断たれたエンジニアの青年が「最強の戦闘機」として震電の完成を目指す。終戦間際に完成した震電の試験飛行中、本土上空でF8F ベアキャットと遭遇し空戦を繰り広げる。設計上の問題から癖が強い機体ではあるものの、最大で800km/hに肉薄する速力、F8Fを遥かに凌ぐ加速性能を発揮するなど、史実のスペックデータに比べ高性能な機体として描写されている。
『戦場まんがシリーズ』
シリーズの一編「クロノグラフの墓石」にて、震電をベースに武装の撤去、複座化などを行った試作水上偵察機「震電改II」が登場。ただし、移動手段としてのみの登場であり、戦闘は行わない。単フロート式の機体であり、補助落下増槽でもある主フロートは緊急時には切り離しも可能。また、補助フロートは飛行時には主翼内に引き込まれる。巡航速度は480km/hであり、オリジナルの震電よりも高速となっている。
『試作番号（プロトタイプ）3000』（新谷かおる）
震電とジェットエンジン搭載改良型が登場する。ただし、試作番号3000とはジェットエンジン搭載型の震電単体のことではなく、サイボーグ化し電気的に機体と同化するパイロットとセットでの名称である。
『戦闘機シリーズ 震電』（望月三起也）
幼なじみの2人の青年テストパイロットが、震電の危険な試験飛行に挑む。
『炎のサーキット』（すがやみつる）
レーシングチームドラゴンの中村の父親が、震電の設計に携わっていたという形で登場しており、終戦後、主翼とプロペラ・武装を撤去、タイヤとリアウィングを装着させ、サイズを変貌させたフォーミュラマシンとして開発に情熱を燃やしたものの、中村の父親はフォーミュラマシン 震電の完成を完成を見ずに亡くなってしまった事が劇中で語られ、中村がその名前を引き継いでFL500のレーシングマシンとして浮谷大介と共に開発し、FL500のレースに臨んでいる。

## 小説
『ARIEL』
第11巻に登場。国立科学研究所（SCEBAI）の所員が趣味で復元しており、SCEBAIの格納庫内に駐機されている。
『凍てる波濤』
震電をジェット化した「震電改」が登場。最高時速500ノット（950キロ）を誇る。烈風改と共に1947年時点の日本海軍の主力戦闘機となっているが、劇中では目立った活躍は無い。また、作中の第二次世界大戦では、米本土爆撃を行う富嶽を富嶽から空中給油を受ける事によって長距離護衛していたとされている。
『艦隊シリーズ』
震電の後世転生版である局地戦闘機「蒼萊」と、そのジェット機型の「蒼莱改」が登場しており、史実より比較的早い時期に運用開始し、初戦にて土浦航空基地に配備された16機で編成された「首都防空飛行団」が首都爆撃を行おうとした米軍重爆撃機隊を葬っている。
『大反攻！ ジェット航空艦隊』
劇中で、ジェット戦闘機「震電改」として、ジェット化された「連山改」などとともに登場する。
『バトル・オブ・ジャパン』
劇中に計画通りの震電が局地戦闘機として実戦配備される。その後、背負い式のジェットエンジン1基に換装。当初のレシプロエンジンが収まっていた空間を燃料タンク化し、航続距離を上昇させることに成功。劇中では日本側の実戦配備された唯一のジェット戦闘機となる。
『遙かなる星』
アメリカ合衆国のエクスレイ作戦発動を端に発する第三次世界大戦で合衆国が崩壊した世界にて、奇跡的に大きな損害を受けず大戦を乗り切った日本が、合衆国本土の反応兵器攻撃の対象とならなかった空軍基地に保管されていたところを大戦後に回収。後に沖縄の北崎重工総合技術博物館に展示している。
『日本国召喚』
小説4巻にて、異世界国家ムー国の技術士官マイラスが日本の古本屋で本機と四式戦闘機「疾風」の設計図を入手し、エンジンにT-4のF3-30またはビジネスジェット機のエンジンを搭載した自国の次世代戦闘機「震電改」として開発することを提案する。書籍版本編では未登場だが、Web連載版では書籍版に先行して登場する。
『ラバウル烈風空戦録/翼に日の丸』
外伝1巻収録「成層圏の撃墜王」に、ジェットエンジンへ換装済みの「呂式震電」として登場。「呂式」は「ロケット式」の意味とされている。
大直径のプロペラが必要なくなった結果、垂直尾翼が1枚になり、異様に長かった主脚も短縮されるなど、より洗練された機体となっている。劇中ではB-29 スーパーフォートレスと死闘を繰り広げた。
『翼に日の丸』の下巻では、このエピソードは主人公の風間が参加したという形に改変されているほか、閃風の開発終了後に呂式震電の開発にパイロットとして参加している。
『レッドサン・ブラッククロス』
日本帝国統合航空軍の制空戦闘機として登場。当初は時速800キロのレシプロ高速戦闘機として開発されたが、作中において本土を喪失したイギリスロールス・ロイス社からの技術援助により開発されたターボジェットエンジンに換装。これに伴いエアインテークの大型化や主脚の短縮などの改良も行われ、日本初のジェット戦闘機、「震電改」として新たに生まれ変わっている。
この他、多数の架空戦記に「震電」およびジェット化された「震電改」（或いはそれに準ずるジェット化震電）が登場している。

## ゲーム
『1943 ミッドウェイ海戦』
敵機として登場する。
『19XX -THE WAR AGAINST DESTINY-』
自機として選択可能。自機として選択できる3機種の中では移動速度とロックオン用マーカーミサイルの発射が一番速い。また、攻撃範囲は一番狭いが貫通力・威力が高い「スーパーシェル」が強化装備として設定されている。
『Battlestations: Pacific』
隠し機体として登場し、プレイヤー自身で操縦できる。武装は30mm機関砲と250kg爆弾かロケット弾8発（機関砲のみも可能）。
『Naval Creed:Warships』
空母信濃の艦載機として登場。
『R.U.S.E.』
日本の戦闘機として登場。
『TheWingBluff』
個人製作の2Dシューティングゲーム。
『War Thunder』
日本ツリーでランクⅣ戦闘機「J7W1」として登場。
『World of Warplanes』
日本ツリーのTierVIIIに登場し、TierIXからは架空の次世代型ジェット震電が登場する。
TierVIIIに標準のJ7W1震電が登場し、TierIXにはJ7W2震電改が登場し、TierXにはJ7W3震電改二が登場する。
『ZEROPILOT 第三次世界大戦1946』
震電と震電をジェット機化した「震電改」が登場する。震電改の固定武装は30mm機関砲、搭載兵装は爆弾1,600kg。最高速度は913km/h。震電改の説明には「30mm機関砲の搭載数を増やし、さらに、魚雷をも装備可能にした架空機」と記載されている。
『あおぞら飛行隊』
「デンシン」という名称で登場。
『艦隊これくしょん -艦これ-』
艦載機として架空の艦上戦闘機型「震電改」が登場。尾翼の補強と着艦フックの搭載が行われている。
『鋼鉄の咆哮シリーズ』
各作品において震電およびジェット化された震電改が日本型の戦闘機として登場。作品によって武装は異なるが、対空ロケット弾や短距離AAM、57mm航空機関砲などを装備している場合もある。また、『ウォーシップガンナー2 鋼鉄の咆哮』には、震電改の速度・航続距離・耐弾性を向上させ、対空パルスレーザーと航空魚雷を搭載した架空機「神電」も登場する。なお、神電は4,200km/h（M3.4）という常識外れの最高速度を発揮する。
この他にも、『鋼鉄の咆哮 ウォーシップコマンダー』には「震電II」という名の架空機が登場するが、この機体はSu-47 ファーキンの日本仕様と言うべき機体であり、震電との技術的なつながりは無いと思われる。武装は20mmバルカン砲と中距離AAM。
『荒野のコトブキ飛行隊 大空のテイクオフガールズ！』
各キャラクターの搭乗可能機体として登場。
『スカイオデッセイ』
自機として選択可能。特定のステージに存在する隠し飛行場に着陸する事によって翼・胴体・エンジンなどを入手し、全て集めると使用可能になる。また、専用のジェットエンジンを入手する事によって、震電をジェット化した「震電改」が使用可能になる。なお、戦闘を行うゲームでは無いため、兵装の使用はできない。
『ストライカーズ1945』
自機として選択可能。性能は後述の『戦国エース』とほぼ同じで攻撃力と移動速度に特化した性能を持ち、サムライソードも健在。また、デモムービーでは震電にパイロットが乗り込み、カタパルトにセットされるシーンが描かれている。パイロットは魁あいん左右衛門中佐。続編の『ストライカーズ1945II』にも登場し、サポートアタックでは流星改急降下爆撃隊（流星）を引き連れる。同シリーズの『ストライカーズ1945PLUS』ではリストラされてしまったが、震電と同じ先尾翼機であるXP-55 アセンダーが登場する。
『戦国エース』
自機として選択可能。他の戦闘機とは一線を画する攻撃力と移動速度を持っているほか、必殺技（ボム）としては全機体中最高の攻撃力を誇る「サムライソード」を有する。パイロットは閃光のアインことアイン・シャイン。
『太平洋戦記シリーズ』
『太平洋戦記3』に震電の他、震電改1型・震電改2型が登場する。
『提督の決断シリーズ』
『提督の決断II』『提督の決断III』では、航空技術力を上げることにより震電が開発可能。『提督の決断IV』では、震電・震電改が開発可能。
『ヒーローズインザスカイ』
課金によって入手可能なプレミアム戦闘機として「試作震電2号機」（飴色）、「震電 ノーマル」（試験機色）、「震電 レア」（海軍機標準色）の3種類が登場する他に特殊外装としても存在する。また、ミッション中のNPCとしても登場する。
『ブレイジングエンジェル2 シークレット・ミッション・オブ・WWII』
ミッション4「ピラミッドの影」ミッション6「ドロボウ」ミッション9「フライングタイガース」ミッション10「包囲下の街」ミッション12「ポイント防御」ミッション13「世界の屋根」ミッション14「マーガレット特急」ミッション15「暗がりの戦士」ミッション18「嵐の死神」にて、プレイヤー機として選択可能。「フライングタイガース」では中国奥地の飛行場から主人公が強奪する機体としてMe163と共に登場。
『狼炎改』
味方機として震電が登場する（プレイヤーは操作不能）他、主役機として震電の機首を現用戦闘機風味にし、双発化したような形状の「四式強襲戦闘機 狼炎」が登場する。
『ワールドアドバンスド大戦略 〜鋼鉄の戦風〜』
大日本帝国軍の防空戦闘機（局地戦闘機）ユニットとして使用可能。進化させることで更にジェットエンジン仕様の「震電改」へと進化する。戦闘機としては航続距離以外ほぼ最高のスペックを持つが、登場が遅く実質最終盤のIFシナリオ専用。また、実機には無い60kg爆弾が装備されている。

## 演劇
『翼をくださいっ！外伝 幻の翼 震電』（ギンギラ太陽'S 2006）
福岡市美術館開館30周年記念行事として上演。美術館ギャラリーでは、中ハシ克シゲによるアートプロジェクト「震電プロジェクト」で制作された実物大の震電も同時展示された。
『幻の翼 震電』（ギンギラ太陽'S 2019）
「旧陸軍大刀洗飛行場」創設100周年を記念して大刀洗町冨多の大刀洗ドリームセンターで上演。

## 映画
『ゴジラ-1.0』
太平洋戦争末期に本土決戦用に置かれていた幻の3機目が戦後のごたごたで進駐軍の接収をまぬがれた設定で登場した。そしてゴジラへ特別攻撃(特攻)できるよう一部の兵装や燃料タンクを外して爆弾を内蔵する改造を施され、終盤のゴジラ駆除作戦「海神（わだつみ）作戦」にて主人公の敷島浩一が搭乗しゴジラを相模湾まで誘導を行い、最後はゴジラの口へ特攻した。
撮影時には本物とは違った鉄製の実物大模型が製作され、撮影後に筑前町立大刀洗平和記念館が購入し、展示している。

## その他
この他、震電その物ではないが、震電をモデルにしたと思われる機体が登場する作品も複数存在する。
『赤い刀』
自機である特殊戦闘機「シェイクヴォルト」の1機として「金盞花」が登場。クセが無く扱いやすい機体となっている。震電との相違点は、胴体後部にも垂直尾翼と上反角の付いた小型の水平尾翼があり、プロペラが4翅になっている他、震電本来の尾翼の外側に小型のエンジンを装備した三発機になっている事。
敵機としても、震電をモデルとした局地戦闘機「煌電」が登場。形状は震電とほとんど同じだが、翼下に大型の増槽を装備しており、空母艦載機としても運用されている。
『アンダーディフィート』
敵機として震電に類似した形状を持つ名称不明の戦闘機が登場。垂直尾翼の位置と大きさが異なるほか、主翼が前進翼となっている。カタパルトでの運用も可能なようで、戦艦に艦載されてもいた。
『エースコンバットシリーズ』
『エースコンバットAH』
震電自体は登場しないが、「震電」の名を継承する、航空自衛隊の架空の支援戦闘機「ASF-X 震電II」がDLC機体として登場する。
『エースコンバット∞』
『エースコンバットAH』同様に「ASF-X 震電II」が登場する。今作ではDLCではなく、デフォルトの機体ツリーに組み込まれている。
『エースコンバット7』
『エースコンバットAH』同様に「ASF-X 震電II」が登場する。今作では『エースコンバットAH』と同じくDLC機体として登場する。
『スカイ・クロラ』
ロストック社の新型主力戦闘機として、震電に似たプッシャー式戦闘機「散香」が登場する。故意に震電に似せたわけではなく、実際に飛びそうなプッシャー式戦闘機の理想像を突き詰めていった結果、震電に似てしまったらしい。 全体的な外見は震電に類似しているが、機体各部の形状はむしろBf 109やFw 190などのドイツ空軍戦闘機に近い。
なお、森博嗣による原作小説では涙滴風防を備え格闘戦を重視した軽量戦闘機という設定で、震電との共通点は少ない。
『飛空士シリーズ』
帝政天ツ上の最新型戦闘機として、震電に類似した形状を持つ「真電」およびその改良型の「真電改」が、『とある飛空士への追憶』では敵機、『とある飛空士への夜想曲』では主人公機として登場する。発動機は燃料電池を電源とする直流モーター。全体的な機体形状は震電に類似するが、やや直線的かつ前後に細長いため、震電よりスリムな形状となっている。主翼は逆ガル翼であり、その折れ曲がり部分に主脚と垂直尾翼が装備されている。また、垂直尾翼は震電のものよりも大型である。機体形状と名称は震電をモデルとしているが、「運動性・上昇力・加速性・最高速度・航続距離・火力などあらゆる面に秀で、敵国から恐れられている」「空母艦載機として運用されている」「後継機に恵まれず戦争全期に渡って主力戦闘機として運用されるが、敵国の最新鋭戦闘機の実戦投入により陳腐化する」という設定は零式艦上戦闘機がモデルである。真電改では、モーター（発動機）と武装の強化、無線通信機の装備などが行われている。
武装も震電とは異なり、20ミリ機銃2門と7.7ミリ機銃2門を装備（新装版「追憶」およびスピンオフ作品の「夜想曲」では30ミリ機銃2門と13ミリ機銃2門に設定が変更された）、250キロ爆弾の運用も可能。真電改では13ミリ機銃2門が撤去され、15ミリ機銃4門を胴体に搭載している。『とある飛空士への恋歌』および『とある飛空士への誓約』には真電改のみが登場する。
コミック版では二重反転プロペラを装備している点を除き、震電とほぼ同じ機体形状となっている。
劇場版「とある飛空士への追憶」では機体形状がやや角ばっており、二重反転プロペラを装備している。
『とある飛空士への誓約』
秋津連邦の最新鋭試作戦闘機（後に量産化）として、真電に類似する形状を持つ「斑鳩」が登場。全体的な形状は震電に類似するが、他の「飛空士シリーズ」に登場する、前述の「真電」「真電改」と同じくやや直線的かつ前後に細長いため、震電よりもスリムな機体形状である。発動機はターボプロップエンジンで、二重反転プロペラを装備する。武装は、胴体に37ミリ機銃1門と主翼に20mm機銃2門。最高飛行速度は920km/hである。
『バトルガレッガ』
自機である「ガレッガシリーズ」の1機である戦闘攻撃機「G-1010 シルバーソード」が登場。震電とのデザインの相違点としては、エアインテークの形状、胴体下部への補助翼の追加、プロペラの3翅化、エンジンカウリングの形状変更などが挙げられる。武装は18mm機関砲4門など。
『ライデンファイターズシリーズ』
自機の内の1機として「AEGIS」が登場。震電と比較すると少々デザインがデフォルメされており、エンジンカウリングが大型化し、翼下に大型のショットガンを装備している。続編である『ライデンファイターズ2』と『ライデンファイターズJET』には、改良型である「AEGIS IV」と「AEGIS IIC」が登場するが、基本的な形状はAEGISと変わりない。
『ワイルドアームズ ザ フォースデトネイター』
震電に類似した赤い戦闘機（名称不明）が登場。震電との相違点としては、胴体後部に追加のエンジンらしきパーツが描かれている。
『アリソン』
スー・ベー・イル空軍の最新鋭戦闘機として、震電に類似した形状を持つ「単葉推進式水上戦闘機」が登場。エンジンはV型12気筒であり、単座型と複座型が存在する（風防はない）。武装は機銃2丁。原作ではフロートの引き込み機構を有する単フロート式の機体だったが、アニメ版『アリソンとリリア』では双フロート式の機体になっている。
『宇宙探査機 迷惑一番』
震電その物は登場しないが、地球連邦宇宙軍雷獣小隊の宇宙局地迎撃機として、名称が震電に由来すると思われる「晨電」が登場する。
形状はシールド兼用のレドームを傘とする日傘型。全長は20mほどで、LLGと呼ばれるレールガンと四連装レーザーキャノン、作業用のマニピュレーターを装備している。機動モードを高機動戦闘モードに切り替えると、パイロットが着用している気密服の内側から全身に針が打ち込まれ、パイロットの肌を通して外部情報の入手や機体の制御を可能とする。